# Irina Ionesco
Irina Ionesco (París, 3 de septiembre de 1930-París, 25 de julio de 2022) fue una fotógrafa francesa nacionalizada rumana.

## Biografía
Nació en París pero siendo muy pequeña sus padres, de origen rumano, se trasladaron a la localidad de Constanza por lo que sus estudios los realizó en Rumania. En 1946 regresó a París donde se inició como bailarina. De los 15 a los 22 años, realizó giras por cabarets en Europa y Medio Oriente donde fue alternativamente bailarina de serpientes y contorsionista .y tras una enfermedad, en 1958 comenzó a trabajar en la pintura, lo que le permitió realizar diferentes cuadros en sus viajes por Europa. En 1964 le regalaron una cámara de fotos Nikon y descubrió las posibilidades de la fotografía y empezó a realizar retratos, en blanco y negro, a mujeres en las que aparecían en bastantes casos semidesnudas cubiertas con joyas y otros complementos que podrían sugerir relaciones entre la violencia, el erotismo y la muerte.
Irina Ionesco fue durante diez años la compañera del pintor belga Corneille, fundador del movimiento Cobra.

## Obra
Su obra alcanzó relevancia a partir de una exposición que realizó en la Galería Nikon de París en 1974 y a partir de ese momento comenzó a publicar libros y a colaborar en diferentes revistas. Femmes sans tain fue uno de sus primeros éxitos. Pero también en algunas otras revistas eróticas o pornográficas como Photo, Playboy, Playmen y Penthouse y colecciones hoy muy populares entre los coleccionistas y exhibiciones en galerías de arte de todo el mundo. Pero un hecho relevante en su trayectoria fue la publicación de desnudos de su hija Eva cuando tenía diez años que originó un extenso debate sobre el papel del desnudo infantil en la fotografía. 
Su primera exposición de fotografía en color la realizó en 1982 en la Galería Creatis de París. En 1983 comenzó su proyecto Pour une pyramide que era un recorrido psicoanalítico ilustrado. En 1989 recibió el encargo de la UNESCO para realizar un documental sobre las ciudades perdidas en la arena y las mujeres que viven en ellas en Mauritania. A partir de 1995 vivió por temporadas en diversas ciudades en países del norte de África y en París, realizando diversas exposiciones.
Para ella, la fotografía es "un elemento esencialmente poético, lo consideró una escritura teatral, donde plasmo todas mis fantasías en un obsesivo e incesante despliegue. Cada sesión, puesta en escena, se concibe como una secuencia teatral, integra a la mujer en un mundo de sueños, donde ella misma es mítica, múltiple, inventada y viste las facetas de los mil espejos en los que se sumerge la artista. Solo concibo el erotismo a través de una dimensión metafísica. Me gusta el exceso, la fantasía, lo inusual. Además, hago mía la frase de Baudelaire ‘en el arte, lo bello siempre es bizarro’”.
Entre sus libros publicados se encuentran:
- Liliacées langoureuses aux parfums d’Arabie (1974)
- Femmes sans tain (1975)
- Nocturnes (1976)
- Litanies pour une amante funèbre (1976)
- Le temple aux miroirs (1977) ISBN 0-686-54740-3
- Cent onze photographies érotiques (1980)
- Le divan (1981)
- Les Passions (1984) ISBN 2-903901-05-8
- The eros of Baroque (1988)
- Les immortelles (1991) ISBN 2-85949-128-7
- Egypte chambre noire (1991)
- Méditerranéennes (1991, con Elisabeth Foch) ISBN 2-85949-124-4
- Kafka ou le passant de Prague (1992) ISBN 2-7107-0483-8
- TransEurope (1994)
- Metamorphose de la Medusa (1995; modelo Hiromi Koide)
- Nudes (1996) ISBN 3-908162-52-1
- Eva: Eloge De Ma Fille (2004) ISBN 0-9727073-1-X
- L'œil de la poupée (2004; con Marie Desjardins) ISBN 2-7210-0485-9
- R (2004) ISBN 4-309-90604-4
- Le Japon Interdit (2004) ISBN 2-9523045-0-5
- Master Set, Edition YNOX Paris (2014), ISBN 978-2-36699-017-1
- Sylvia Kristel, Edition YNOX Paris (2014), ISBN 978-2-36699-012-6 (Edition de tête) & ISBN 978-2-36699-013-3 (Edition courante)